# Вибори до Державної думи Росії 2011
Ви́бори до Держа́вної Ду́ми Росі́ї 2011 — вибори до Державної думи РФ, що відбулися 4 грудня 2011 року. Сформовано скликання Держдуми, термін повноважень якого вперше складав 5 років, а не 4, як раніше. Переможцем оголошено провладну партію «Єдина Росія», яка за даними ЦВК РФ набрала близько 50 % голосів.
450 депутатів обирали за партійними списками. Прохідний бар'єр — 7 %. Також додатково було передбачено 1 місце для партій, що наберуть від 5 % до 6 % і 2 місця — для тих, чий показник становитиме від 6 % до 7 %. Загалом участь у виборах взяли 7 партій.

## Учасники
За результатами жеребкування політичні сили отримали такі номери в бюлетенях:
| № | Партія                                   | Перша п'ятірка списку |
| - | ---------------------------------------- | --- |
| 1 | «Справедлива Росія»                      | 1. Миронов Сергій Михайлович 2. Левичев Микола Володимирович 3. Дмитрієва Оксана Генріхівна 4. Ломакін-Румянцев Олександр Вадимович 5. Туманов Андрій Володимирович |
| 2 | Ліберально-демократична партія Росії     | 1. Жириновський Володимир Вольфович 2. Островський Олексій Володимирович 3. Лебедєв Ігор Володимирович 4. Нілов Ярослав Євгенович 5. Діденко Олексій Миколайович    |
| 3 | «Патріоти Росії»                         | 1. Семигін Геннадій Юрійович 2. Маховиков Сергій Анатолійович 3. Корнєєва Надія Анатоліївна 4. Курінной Ігор Іванович 5. Глотов Сергій Олександрович                |
| 4 | Комуністична партія Російської Федерації | 1. Зюганов Геннадій Андрійович 2. Комодоєв Володимир Петрович 3. Афонін Юрій В'ячеславович 4. Алфьоров Жорес Іванович 5. Савицька Світлана Євгенівна                |
| 5 | «Яблуко»                                 | 1. Явлінський Григорій Олексійович 2. Митрохін Сергій Сергійович 3. Яблоков Олексій Володимирович 4. Колоколова Ольга Аркадіївна 5. Кузнецова Світлана Олексіївна   |
| 6 | «Єдина Росія»                            | 1. Медведєв Дмитро Анатолійович |
| 7 | «Праве діло»                             | 1. Дунаєв Андрій Геннадійович 2. Богданов Андрій Володимирович 3. Чакватадзе Анна Джамбулівна 4. Смирнов В'ячеслав Миколайович 5. Іноземцев Владислав Леонідович    |

## Результати

### Загальні
За даними ЦВК РФ станом на 10:00 за московським часом 5 грудня 2011 року опрацьовано дані 95,71 % протоколів. Середня явка — 60,2 %. Попередні результати:
1. «Єдина Росія» — 49,54 %
2. Комуністична партія РФ — 19,16 %
3. «Справедлива Росія» — 13,22 %
4. Ліберально-демократична партія Росії — 11,66 %
5. «Яблуко» — 3,3 %
6. «Патріоти Росії» — 0,97 %
7. «Праве діло» — 0,59 %

### У регіонах
Мер Москви Сергій Собянін в ефірі телеканалу «ТВ-Центр» заявив, що за попередніми даними на виборчі дільниці прийшли 60 % мешканців Москви, а партія «Єдина Росія» набрала в столиці 46 % голосів.
Офіційний портал уряду Чеченської республіки 5 грудня повідомив, що за попередніми результатами у голосуванні взяли участь 99,51 % виборців республіки, 99,47 % з яких проголосували за партію «Єдина Росія».

## Думки

### Спостерігачі, міжнародні організації
Організація з безпеки та співробітництва в Європі назвала російські вибори недостатньо конкурентними та відзначила численні порушення під час підрахунку голосів: «У день виборів голосування було організовано загалом добре, але якість виборчого процесу помітно погіршилася під час підрахунку голосів, який відзначився частими процедурними порушеннями й випадками маніпуляцій, зокрема серйозні ознаки вкидання бюлетенів».
Директор Європейського центру геополітичного аналізу Матеуш Пісковскій (Польща) повідомив: «Загалом, спостерігачі високо оцінили рівень підготовки та проведення виборів у Росії, всі зауваження стосувалися не порушень виборчого права, а технічних недоліків».

### Критика

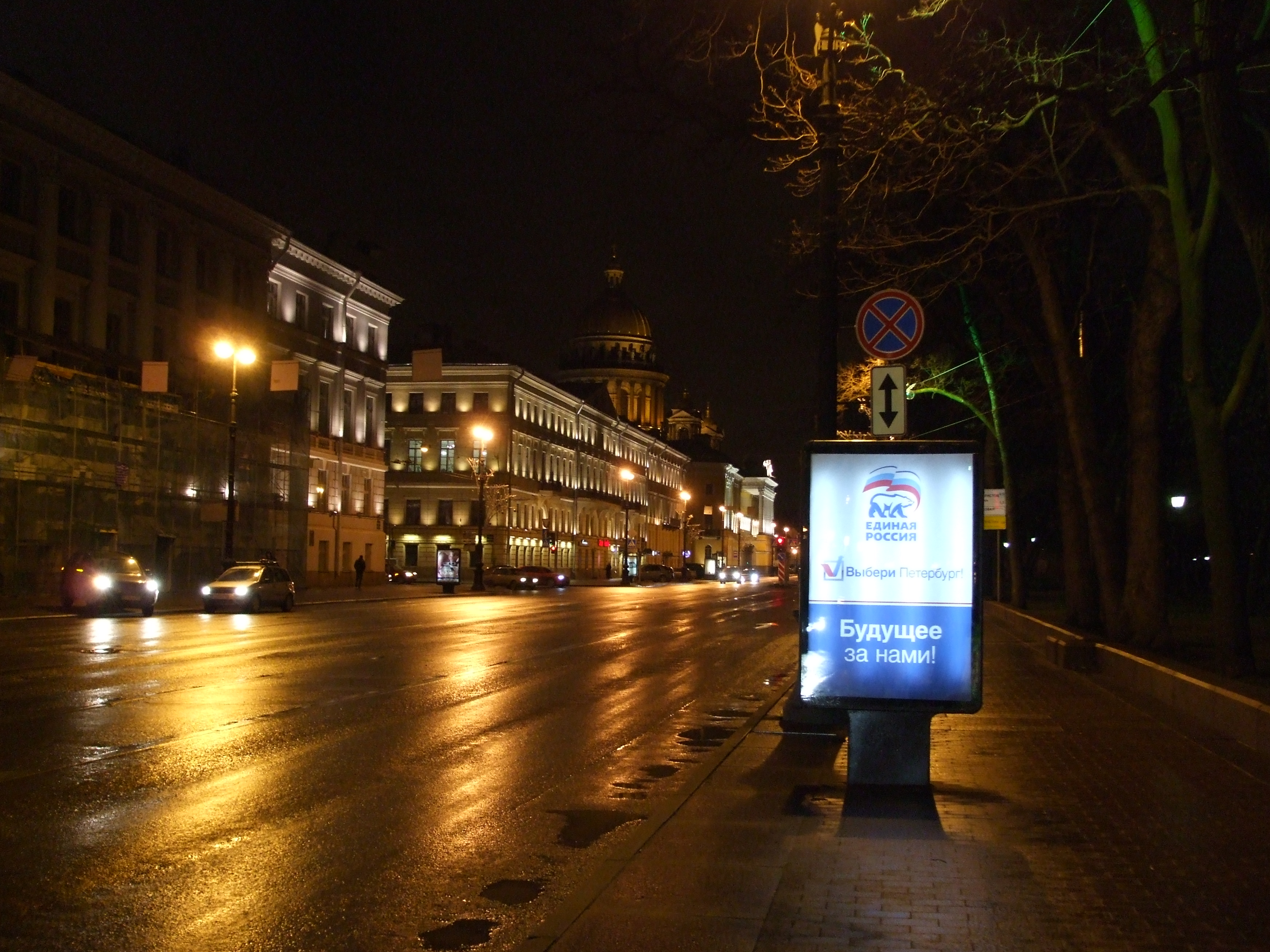
Одна з численних реклам «Єдиної Росії», що порушували правило передвиборчої тиші. Фото з дня виборів, 4 грудня 2011, Санкт-Петербург

Деякі аналітики заявили, що передвиборча кампанія 2011 року в Росії була «найбрудніша за останнє десятиліття»: чиновники під час кампанії використовували свої посади для агітації за владну партію «Єдина Росія», а до керівників деяких підприємств та закладів застосовували т. зв. «бюджетний шантаж», що полягав у погрозах зменшити фінансування, якщо на дільниці не буде досягнуто потрібного відсотка підтримки владної партії.
Під час голосування широко використано «каруселі». Наприклад, журналісти сайту lenta.ru викрили групу з 40 осіб, що планувала вкинути близько 3000 бюлетенів у різних виборчих дільницях Москви, журналістові радіо «Ехо Москви» разом з іншими студентами пропонували грошову винагороду за те, щоб за один день проголосувати за «Єдину Росію» на 45 дільницях.
У день голосування здійснено низку хакерських атак на інформаційні ресурси, що наживо повідомляли про порушення під час виборів: газета «Коммерсант», радіо «Ехо Москви», сайт асоціації «Голос» (golos.org) і його проект «Карта порушень», журнал «The New Times».
Державний російський канал «Россия-24» показав попередні результати голосування в окремих областях, не перевіривши суму відсотків, тому за даними каналу в Ростовській області проголосувало 146,47 % виборців (сума відсотків усіх політичних сил, що були показані на екрані), а у Воронезькій — 130 %.

## Мітинги після виборів

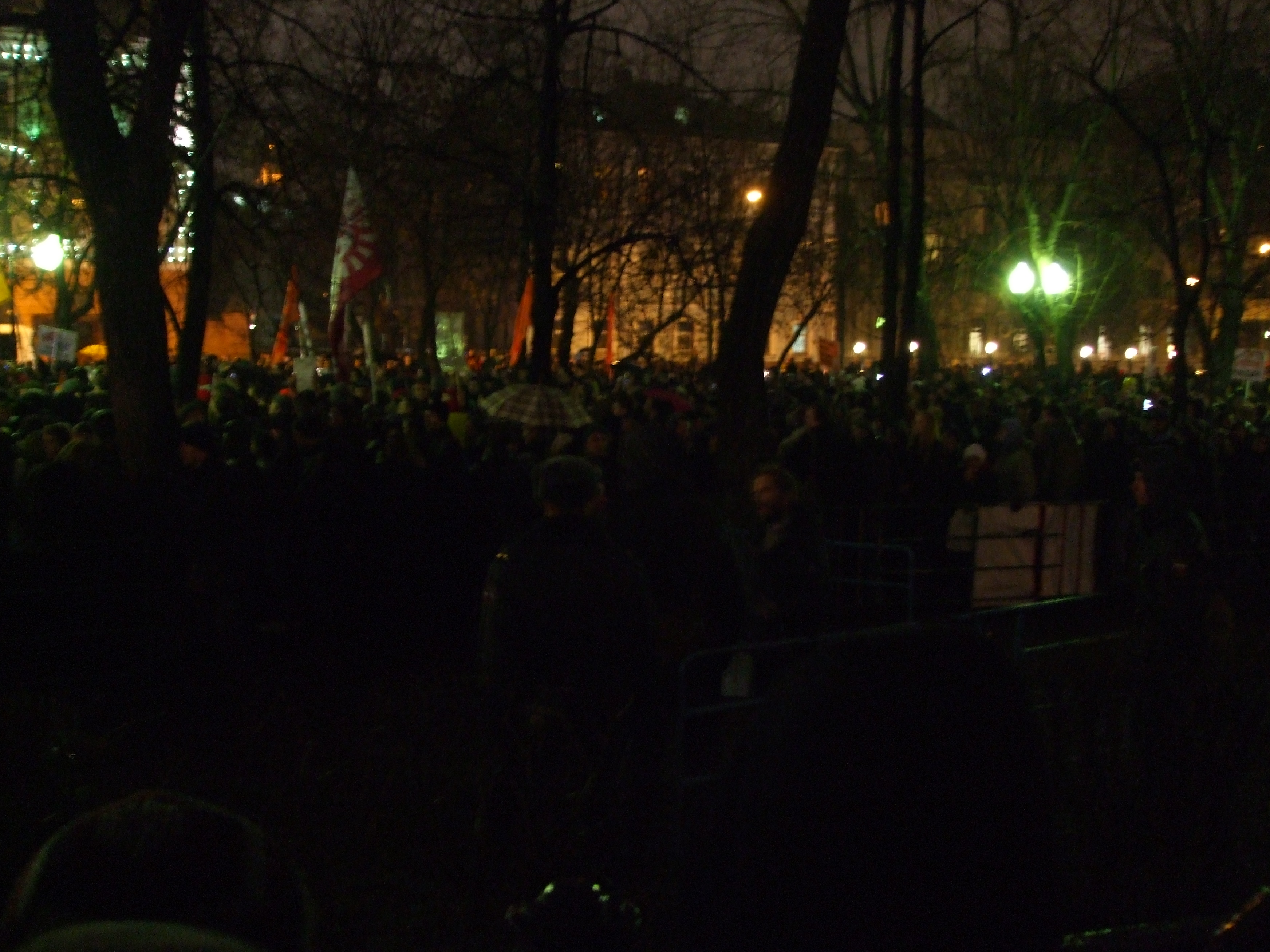
Мітинг у Москві 5 грудня 2011 року

Увечері 5 грудня в Москві зібрався найбільший опозиційний мітинг за попередні кілька років — 7 тисяч осіб за підрахунками організаторів і 2 тисячі — за підрахунками поліції. Натовп вигукував гасла «Путин уходи» та «Россия без Путина». Коли мітинг почав рух у бік ЦВК Росії, протестувальників оточила поліція й почала затримувати людей. У Москві того вечора затримано близько 300 осіб, у Санкт-Петербурзі — близько 150.
5 грудня «Єдина Росія» провела мітинг «Чиста перемога», що зібрав понад 5 тисяч людей. Після мітингу розпочався святковий концерт, на якому виступав російський рок-гурт «Tokio».
Зранку 6 грудня з'явилися повідомлення жителів Москви й фотографії, які свідчать про те, що в напрямку центру міста рухаються колони вантажівок зі солдатами та загонами спеціального призначення. Того ж дня акції протесту пройшли в кількох містах Росії. Стихійні акції протесту відбулися в Самарі та Ростові-на-Дону, в Санкт-Петербургу протестувало до тисячі людей, затримано близько 200 активістів, у Москві на акції протесту на Тріумфальній площі затримано близько 300 осіб, серед яких опозиційні лідери Борис Нємцов, Едуард Лимонов, голова партії «Яблуко» Сергій Митрохін. Пізніше їх відпустили з відділків поліції. Водночас проходив мітинг на підтримку партії влади, поліція йому не перешкоджала.
Оскільки громадяни часто використовують популярну соціальну мережу Вк для координації мітингів, ФСБ чинить тиск на ресурс з метою блокування опозиційних груп.